# Alfred Moisiu
Alfred Moisiu, född den 1 december 1929 i Shkodra i Albanien, är en albansk militär expert som tjänstgjorde som Albaniens president mellan åren 2002 och 2007. Han var en oberoende (partilös) politiker vald för att sammanföra de opponerande politiska partierna i sitt hemland.
Åren 1943-1945 deltog han i den albanska partisanarméns krig mot den tyska ockupationsmakten. Han studerade i Sovjetunionen från 1946 till 1948 i en militärskola i Leningrad. I Albanien fortsatte Moisiu sin militära karriär fram till 2002, då han valdes till Albaniens president. Alfred Moisiu var en av grundarna av Albanien-NATO-vänskapsförbundet.
Alfred Moisiu efterträddes av Bamir Topi på presidentposten.

### Fotnoter
1. ↑  Encyclopædia Britannica, Encyclopædia Britannica Online-ID: biography/Alfred-Moisiutopic/Britannica-Online, läst: 9 oktober 2017.[källa från Wikidata]
2. ↑  Munzinger Personen, Munzinger person-ID: 00000022680, läst: 9 oktober 2017.[källa från Wikidata]